# Математическое общество Тринити

Квадрирование квадрата на котором строится логотип Математического общества Тринити.

Математическое общество Тринити (англ. Trinity Mathematical Society, TMS) было основано в Тринити-колледже (один из 31 колледжа Кембриджского университета) в 1919 английским математиком Годфри Харолдом Харди «содействию обсуждений предметов математической области». Это старейшее математическое университетское сообщество в Великобритании считается старейшим существующим предметным сообществом в британских университетах.
В настоящее время сообщество является одним из крупнейших в Тринити-колледже, количество его членов насчитывает примерно 600 человек. Каждый год членами общества обсуждается большое количество различных социальных событий, включая ежегодный крикетный матч против общества Адамса Кембриджского колледжа Святого Джона.
Логотип общества представляет собой минимальный совершенный квадрированный квадрат.

## Важность яблока
По историческим причинам яблоко является очень важным символом для сообщества. По традиции в конце собрания роняется Яблоко роняется в конце собрания, президент использует яблоко в качестве первого «шара» в ежегодном крикетном матче. Как указано в уставе общества, яблоко является частью галстука члена общества.